# Typ-97-Torpedo
Der Typ-97-Torpedo (japanisch 97式短魚雷 97 Shiki Tan Gyorai, auch G-RX4) ist ein U-Jagd-Torpedo der japanischen Maritimen Selbstverteidigungsstreitkräfte.

## Allgemeines
Der Typ 97 wurde, mit der Projektbezeichnung G-RX4, als Ersatz für den amerikanischen Mark-46-Torpedo zwischen 1985 und 1996 durch das Technical Research and Development Institute (japanisch 技術研究本部 Gijutsu Kenkyū Honbu) des japanischen Verteidigungsministeriums entwickelt und durch Mitsubishi Heavy Industries hergestellt. Er wurde für den Einsatz gegen schnelle und tief tauchende Ziele konzipiert und ist in seinen Fähigkeiten dem US-amerikanischen Mark-50-Torpedo ähnlich.
Der 1997 in Dienst gestellte Torpedo ist 2,832 Meter lang, 320 Kilogramm schwer und hat einen Durchmesser von 324 Millimeter. Er verfügt über eine aktive als auch eine passive Zielsuche mit Sonar. Nachfolgesystem für den Typ 97 ist der 2012 eingeführte Typ 12 (Projektbezeichnung: G-RX5).

## Einsatz
Der Einsatz des Torpedos erfolgt von Überwasserschiffen (mittels HOS-303-Dreifachtorpedorohr und Typ 07 VL-ASROC), Hubschraubern und Seefernaufklärern aus.

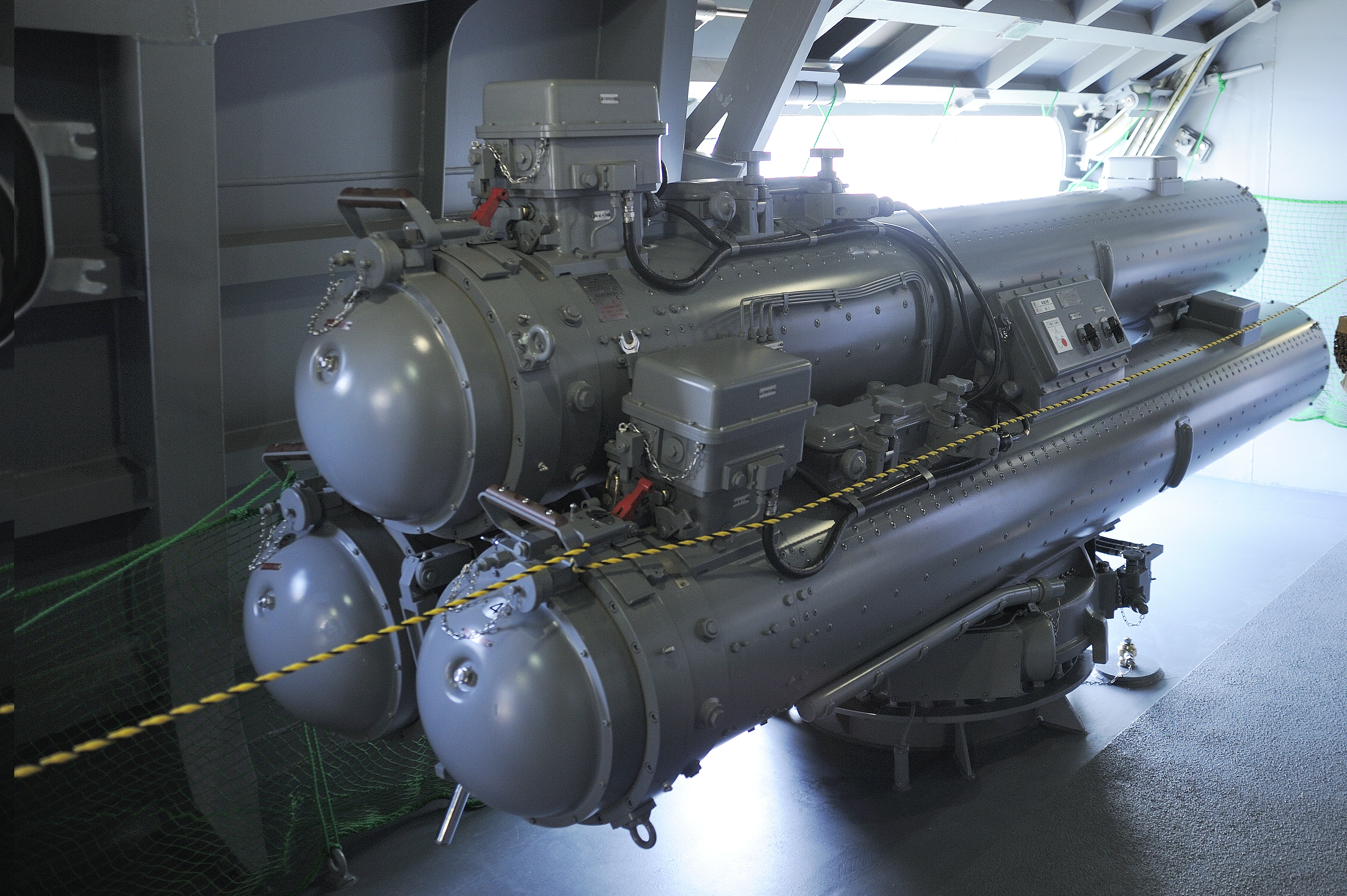
HOS-303 Dreifachtorpedorohr
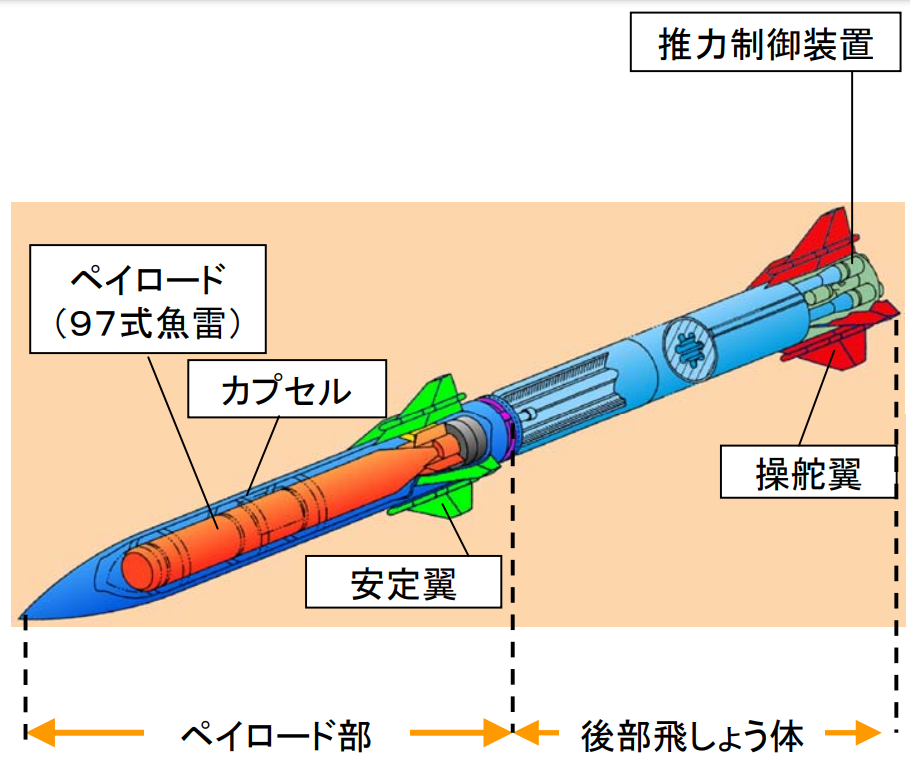
Darstellung der Typ 07 VL-ASROC
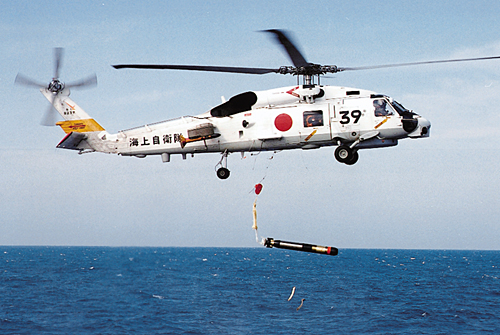
Einsatz eines Typ 97 durch einen Hubschrauber